# کریستین فردریک هانسن
کریستین فردریک هانسن (انگلیسی: Christian Frederik Hansen; ۲۹ فوریهٔ ۱۷۵۶ – ۱۰ ژوئیهٔ ۱۸۴۵ (۸۹ سال)) یک معمار اهل دانمارک بود.